# James Edward Edmonds
Sir James Edward Edmonds (* 25. Dezember 1861 in London; † 2. August 1956 in Sherborne, Dorset) war ein britischer Brigadegeneral (Brigadier General) und Militärhistoriker, bekannt als Herausgeber der offiziellen britischen Geschichte des Ersten Weltkriegs, History of the Great War, (1923 bis 1949, 28 Bände).

## Leben
Edmonds war der Sohn des Juweliermeisters James Edmonds und von Frances Amelia Bowler. Er besuchte die King’s College School in London und die Royal Military Academy Woolwich, die er mit Bestnoten abschloss. Er war vielseitig begabt (am Staff College hatte er den Spitznamen Archimedes) und sprach mehrere europäische und asiatische Sprachen. 1881 ging er zu den Royal Engineers. Dabei erhielt er eine zusätzliche Ausbildung in Chatham und war zwischen 1884 und 1888 zeitweise in Hongkong und Nordchina, wo er Minensperren vor Häfen installierte. 1890 wurde er Hauptmann (Captain), 1899 Major und 1888 bis 1895 war er Instructor für Befestigungen an der Royal Military Academy. Er reiste viel nach Nordamerika, Japan und Russland. 1896/97 besuchte er das Staff College in Camberley, zur gleichen Zeit wie Douglas Haig, Edmund Allenby, Reginald Dyer und William Robertson (eine Klasse unter ihm wie auch Archibald Murray). Edmonds machte hier Bekanntschaft mit vielen späteren Führungspersönlichkeiten in der britischen Armee und speziell Haig war ihm vom Professor am Staff College George Henderson anvertraut worden, um ihn als Mentor zu betreuen.
Auch am Staff College war er der Beste seiner Klasse und wurde danach nach kurzer Zwischenstation in Jamaika 1899 im Militärischen Geheimdienst (War Office Intelligence Department) im Zweiten Burenkrieg eingesetzt. 1901/2 war er in Südafrika, wo er unter anderem Lord Kitchener in internationalem Kriegsrecht beriet, wofür er als Experte galt. Danach war er 1904 bis 1908 als Deputy Assistent des Generalquartiermeisters in der Intelligence Division in London. Er war 1905 Autor eines Buchs über den Amerikanischen Bürgerkrieg (verfasst mit seinem Schwager W. Birkbeck Wood), ein Interesse das begann, als er den ehemaligen konföderierten Partisanen John S. Mosby traf, der US-Konsul in Hongkong war. 1906 wurde er Oberleutnant (Lieutenant Colonel), war Sekretär der britischen Delegation bei der Konferenz zu den Genfer Konventionen (Leiter John Ardagh) und 1907 britischer Delegierter bei der Konferenz zum Roten Kreuz. 1912 sollte er mit Lassa Oppenheim das offizielle britische Militärhandbuch zum Internationalen Kriegsrecht schreiben.
In der Military Intelligence Division beobachtete er zunächst den Russisch-Japanischen Krieg und leitete ab 1906 die Special Duties Section, die 1907 in Military Operations Directorate 5 (MO 5) umbenannt wurde, das spätere (ab 1916) MI5, dessen ersten Direktor Vernon Kell er protegierte. Ein besonderes Interesse hatte er für die deutsche Armee, seit er als Kind 1870/71 in Frankreich den Deutsch-Französischen Krieg erlebte. Er studierte sie genau (Veröffentlichung des Handbook of the German Army 1900) und warnte vor deutschen Spionen im Vorfeld des Ersten Weltkriegs.
1909 wurde er Oberst und Generalstabsoffizier 1. Klasse im War Office und ab 1911 bei der 4. Infanteriedivision (unter Major General Thomas D’Oyly Snow).
Im Ersten Weltkrieg war er Leiter des Stabs der 4. Infanteriedivision der British Expeditionary Force, wurde aber nach der Schlacht bei Mons und dem anschließenden erzwungenen Rückzug noch im September 1914 abgelöst. In der Nacht vom 26. auf den 27. August beim Beginn der Schlacht von Le Cateau erlitt er einen Zusammenbruch aufgrund von Erschöpfung. Danach war er Stabsoffizier im Hauptquartier der BEF und sammelte Material für die geplante offizielle Geschichte des Ersten Weltkriegs. Dabei musste er großes diplomatisches Geschick walten lassen, um nicht in Parteienzwist innerhalb des Generalstabs zu geraten und an sein Material zu gelangen. Hierbei kam ihm zugute, dass er keine Ambitionen auf Beförderung hatte.
Offiziell war er im Hauptquartier zunächst Stabsoffizier beim Engineer-in-Chief (Pioniere) und dann Liaisonoffizier zwischen dem Stab der Pioniere und dem Generalstab. 1918 wurde er Deputy Engineer-in-Chief der BEF.
Der Abordnung zur Pariser Friedenskonferenz entkam er, indem er zur Historischen Abteilung des Committee of Imperial Defence (CID) ging. 1919 bis 1949 war er dort leitender Offizier der Militärischen Abteilung der Historischen Sektion verantwortlich für die Erstellung der offiziellen militärischen Geschichte des Ersten Weltkriegs. Von den 14 Bänden zur Westfront verfasste er 11, den letzten 1948 in hohem Alter. Er widmete dem Werk 29 Jahre lang seine volle Arbeitskraft, jeweils drei Monate am Stück, sieben Tage die Woche, unterbrochen von nur 10 Tagen Pause, bevor er fortsetzte. 1951 veröffentlichte er eine kürzere Geschichte des Ersten Weltkriegs.
Später ist seine offizielle Geschichte des Ersten Weltkriegs unter anderem kritisiert worden als zu wohlwollend gegenüber Douglas Haig, den er mit seiner Darstellung versucht habe in Schutz zu nehmen gegen die Kritik und einseitige Darstellung in den Memoiren von David Lloyd George nach dem Krieg. Auch die trockene Darstellung wurde kritisiert, doch war die Geschichte vornehmlich für die Ausbildung an britischen Stabsschulen gedacht. Neben der offiziellen Geschichte, in der er stets eine objektive Balance finden musste, half er auch durch eine umfangreiche Korrespondenz anderen Historikern wie Basil Liddell Hart an "inoffizielle" Informationen zu gelangen.
1928 wurde er geadelt. 1939 wurde er Sekretär in der Historischen Abteilung des britischen Kanzleramts (Cabinet Office). Er starb in seinem Haus in Sherborne.
Er war CB und CMG. Er war Ehrendoktor in Oxford (Hon. D. Litt.).

## Schriften
Neben der offiziellen Geschichte des Ersten Weltkriegs:
- Herausgeber und Mitautor: Military Operations, France and Belgium, 14 Bände, HMSO, London 1922–1948
- mit Henry Rudolph Davies: Military Operations, Italy, HMSO, London 1949

veröffentlichte er:
- Handbook of the German Army, HMSO 1900
- mit Lassa Francis Lawrence Oppenheim: Land warfare: an exposition of the laws and usages of war on land for the guidance of officers of His Majesty's Army, War Office publication, 1912
- A short history of world war I, Oxford University Press 1951, Greenwood Press 1968
- mit W. Birkbeck Wood: A history of the Civil War in the United States, 1861-65, London: Methuen, New York, Putnam 1905 (Vorwort Henry Spencer Wilkinson), Archive
- The Occupation of the Rhineland 1918-1929; HMSO, London 1944 (Alliierte Rheinlandbesetzung).